# Varsseveld
Varsseveld és un poble del municipi d'Oude IJsselstreek a la província de Gelderland, a l'est dels Països Baixos. Té 6.000 habitants. Wazovelde, l'antic nom de Varsseveld, es troba per la primera vegada l'any 823 en una acta.
Fou un municipi independent fins al 1818 quan es va unir a Wisch.

## Personatges coneguts
- Guus Hiddink (1946), futbolista retirat i entrenador.
- Robert Gesink (1986), ciclista